# Depósito de Plaza Castilla
El depósito de la Plaza de Castilla (denominado también segundo depósito elevado) es una instalación perteneciente al Canal de Isabel II (Madrid), que se encuentra ubicado desde 1952 al final del paseo de la Castellana en un anexo a la plaza de Castilla, en el terreno municipal del que fue el cuarto depósito de la Plaza de Castilla (construido en el año 1939), y con una capacidad de 180.000 m³. El segundo depósito elevado se construye en el año 1939 con una capacidad de 3.800 m³ y una altura sobre la cota del terreno de unos 40 m.

## Historia
Entre 1907 y 1911 se edificó el primer depósito elevado en la calle de Santa Engracia (n° 125-7), diseñado por Diego Martín Montalvo, Luis Moya Idígoras y Ramón de Aguinaga. En 1939 se construye el segundo en la Plaza de Castilla, anexo al que era el cuarto depósito del Canal de Isabel II. En el año 1952 fue relevado por el depósito de la plaza de Castilla. A comienzos del siglo XXI se hizo una remodelación en la zona.